# حربیه، شیشلی
حربیه(به ترکی: Harbiye) یکی از محله های شیشلی استانبول ترکیه است.
این محله نام خود را از مکتب حربیه (آکادمی جنگ عثمانی) گرفته است که در قرن 19 و 20 سال‌ها، البته با فواصل زمانی، در اینجا فعالیت می‌کرد.
حربیه توسط خیابان جمهوریت  از کورتولوش به سمت غرب جدا می شود. در شمال آن محله های لوکس نشان‌تاشی و تشویقیه قرار دارند، در حالی که در شرق آن ماچکادا سرسبز قرار دارد. در جنوب آن، محله‌های بسیار ساخته شده الماداغ و تقسیم قرار دارند.
نزدیک‌ترین ایستگاه مترو به حربیه، عثمان‌بی در خط M2 است، اما بسیاری از اتوبوس‌ها و دلموشه‌ها در خیابان جمهوریت بالا و پایین می‌روند.

## گالری

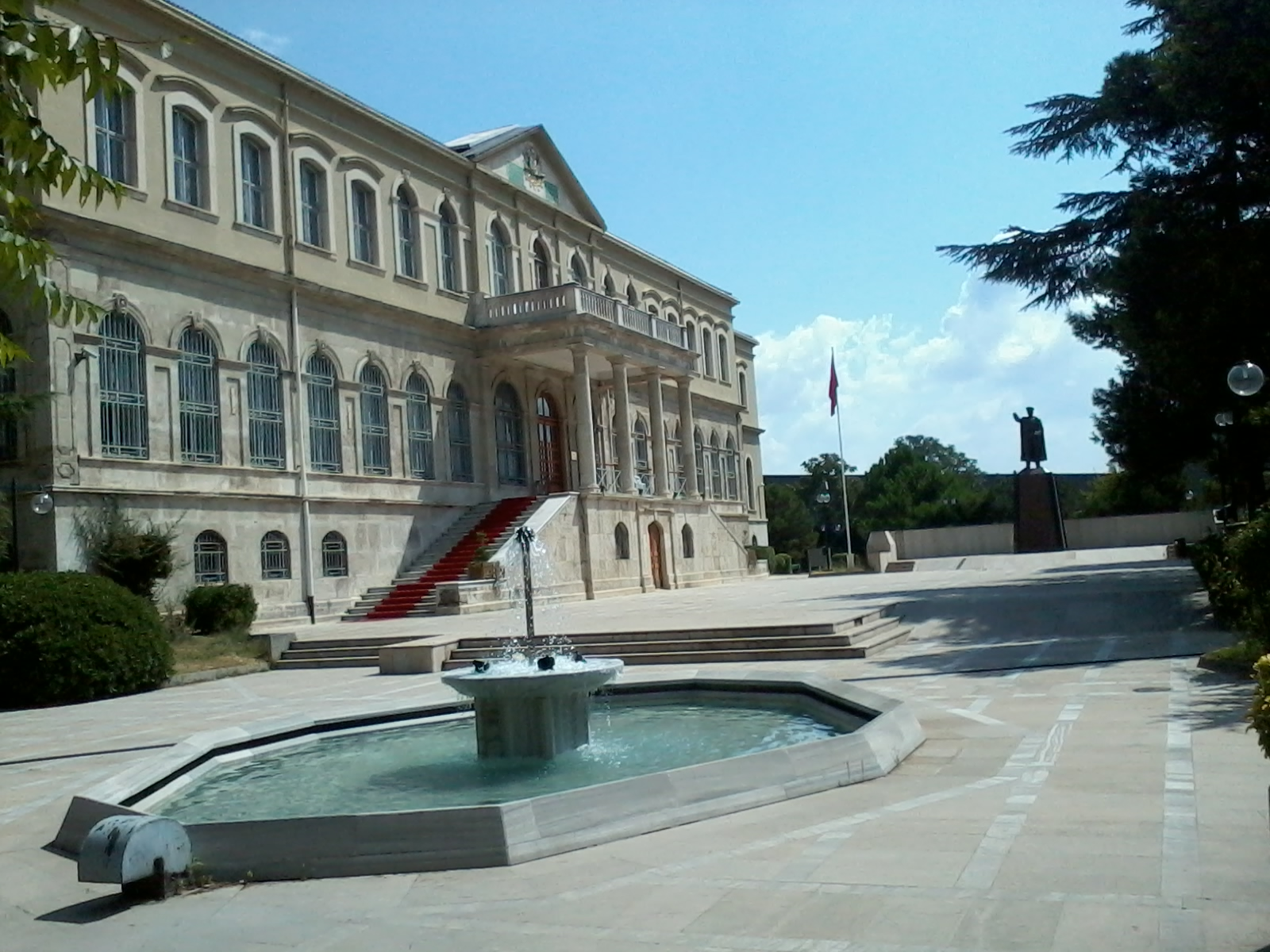
Maçka Kışlası (پادگان)، اکنون بخشی از دانشگاه فنی استانبول
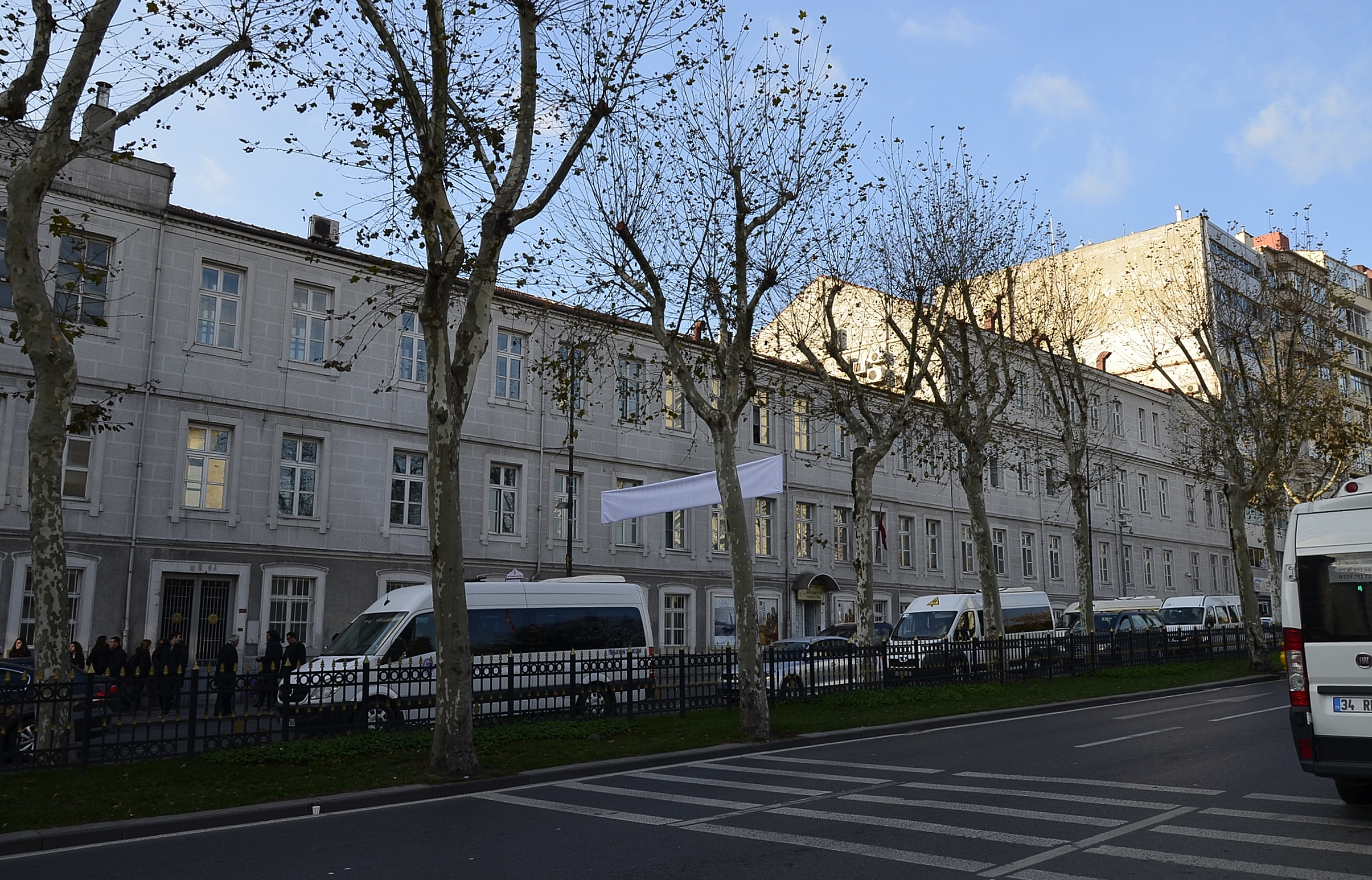
لیسی نوتردام د سیون استانبول
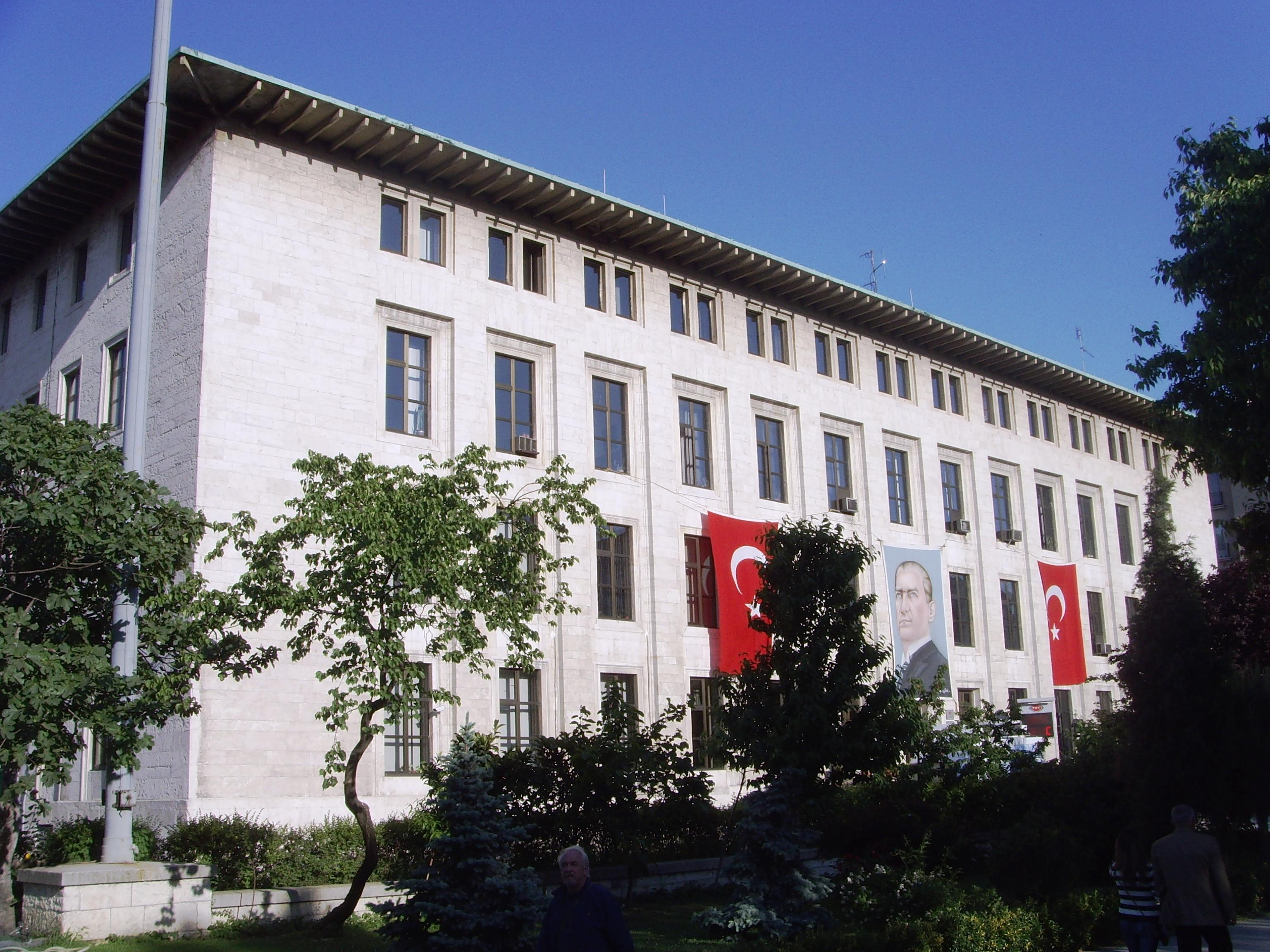
خانه رادیو استانبول
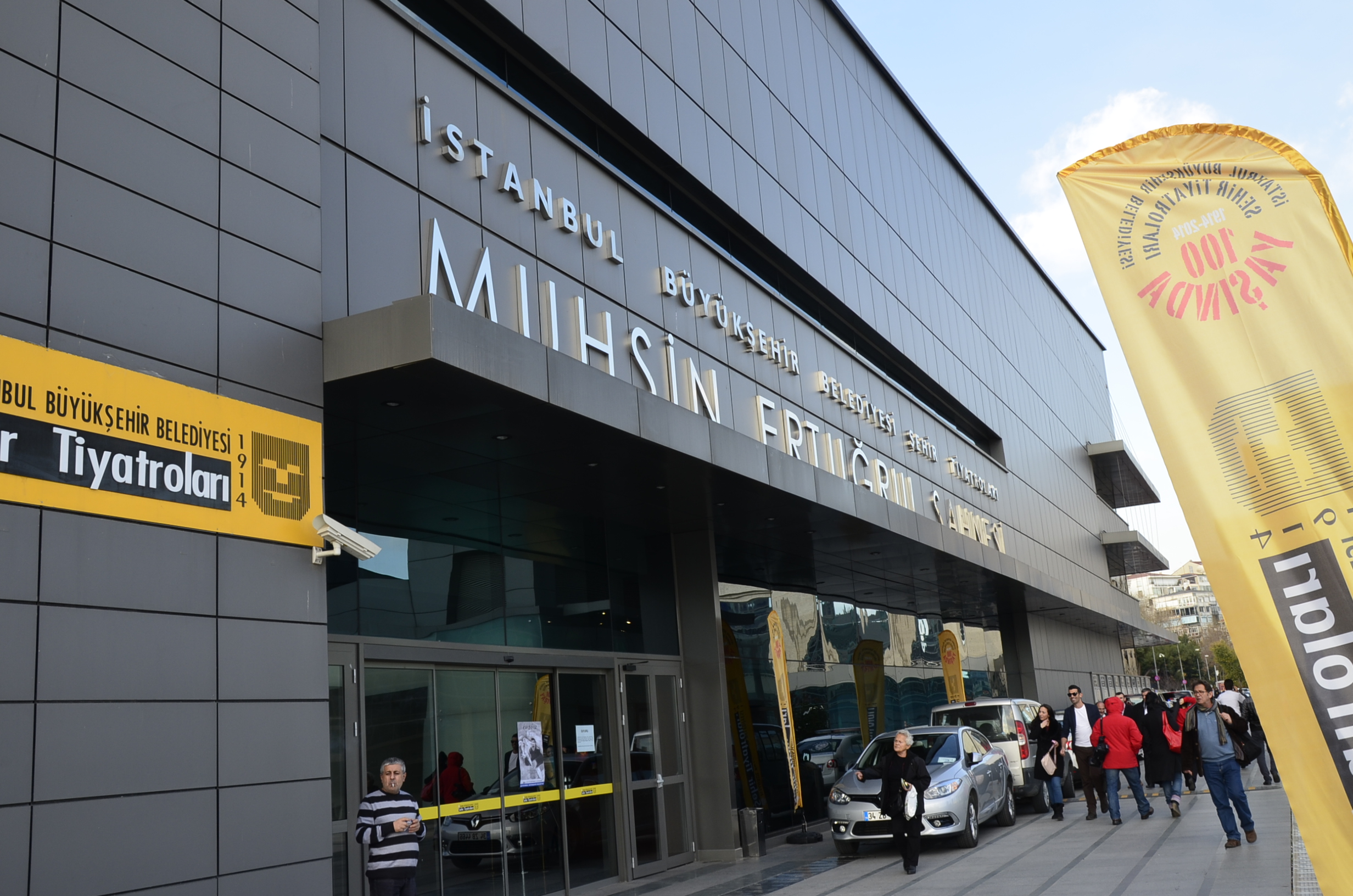
صحنه حربیه محسن ارطغرول
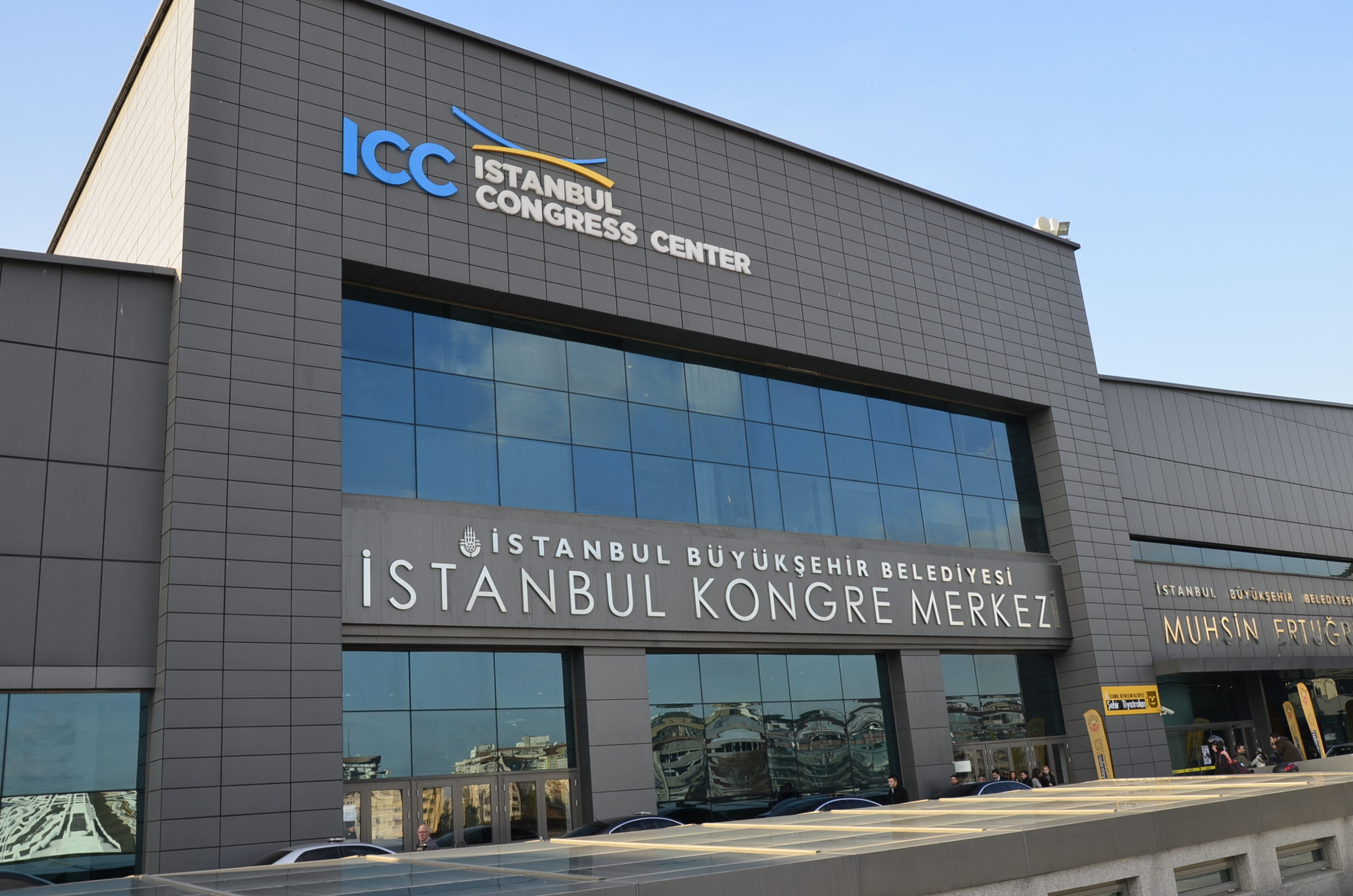
مرکز کنگره استانبول
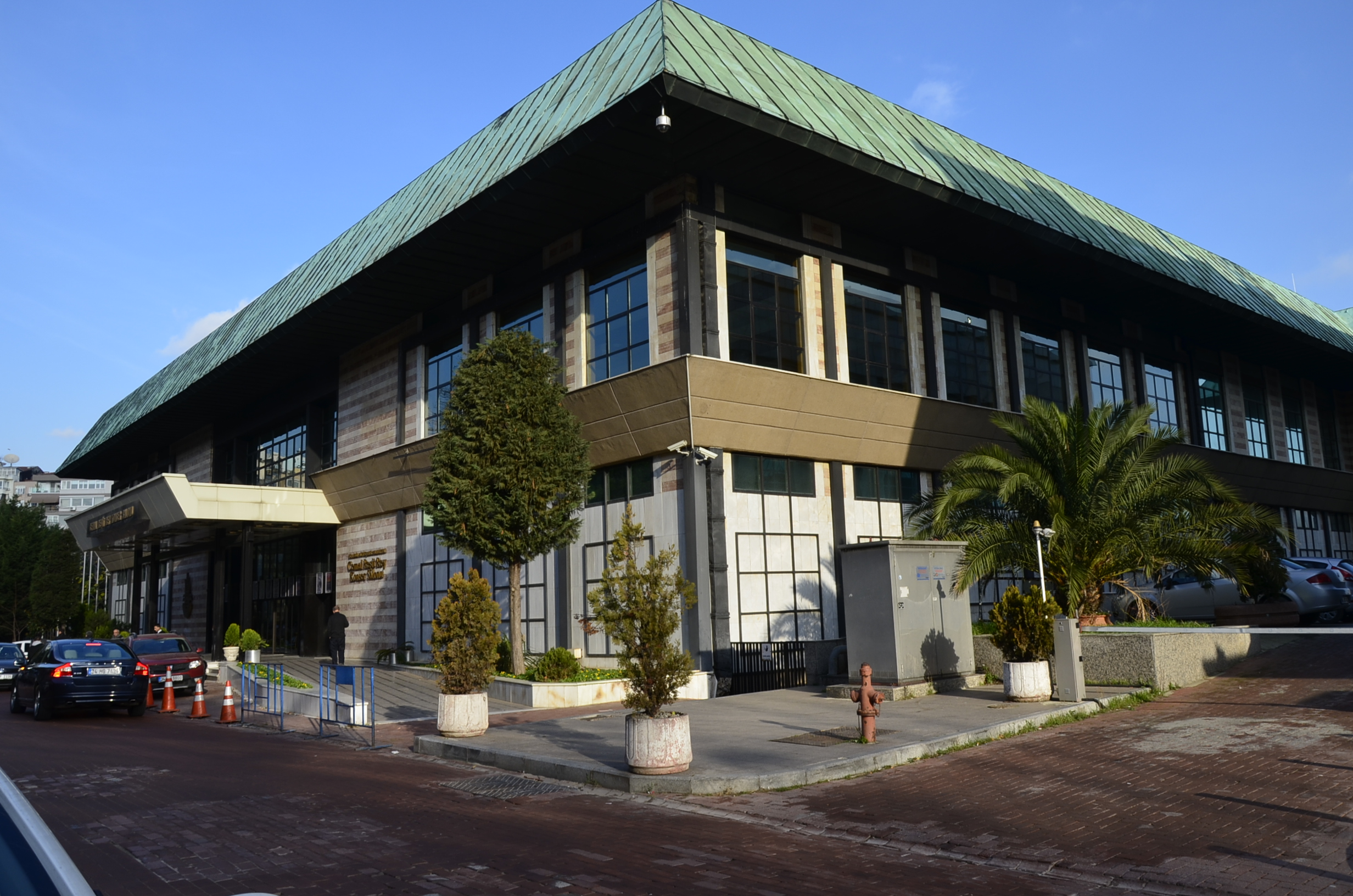
سالن کنسرت Cemal Reşit Rey
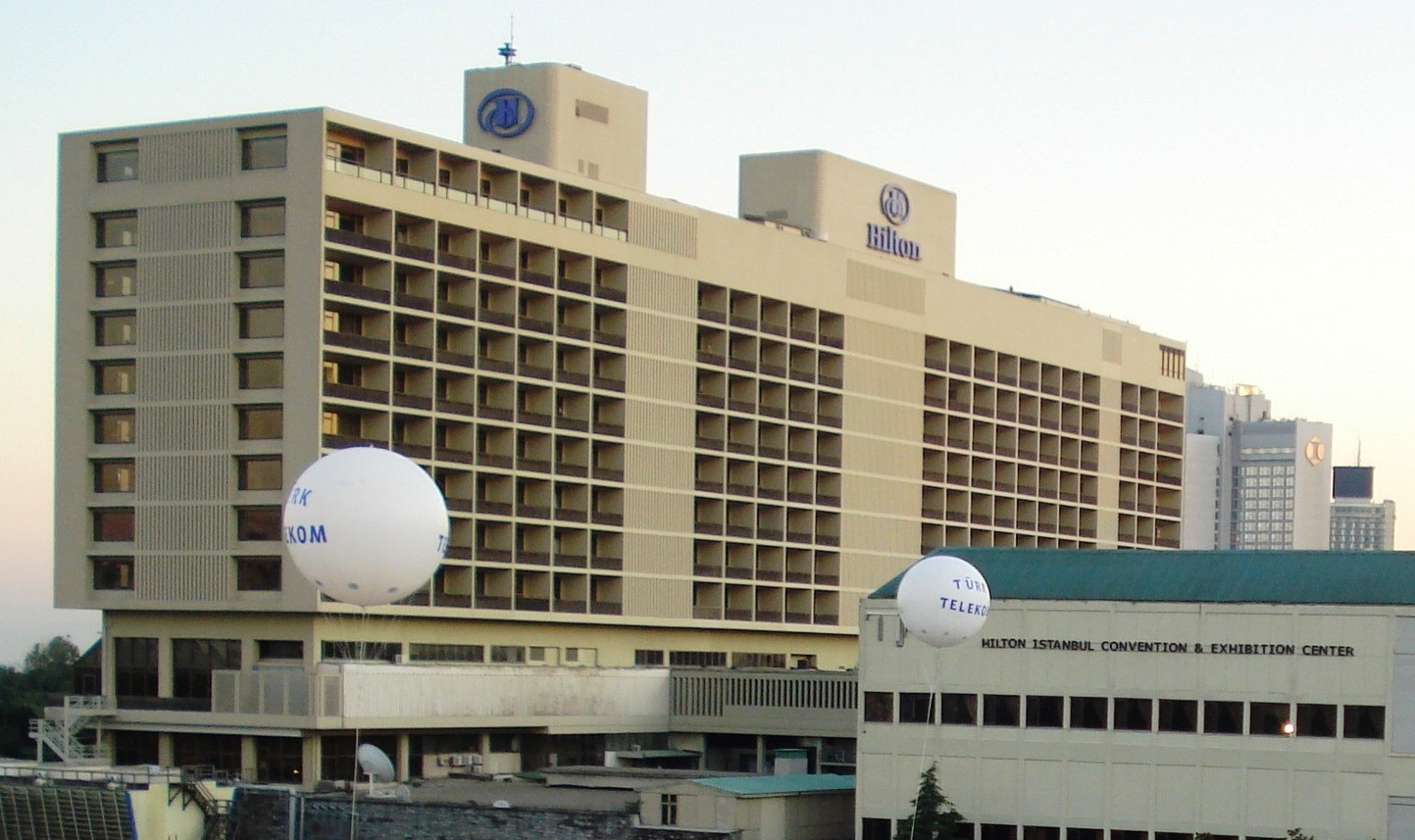
هیلتون استانبول بسفر
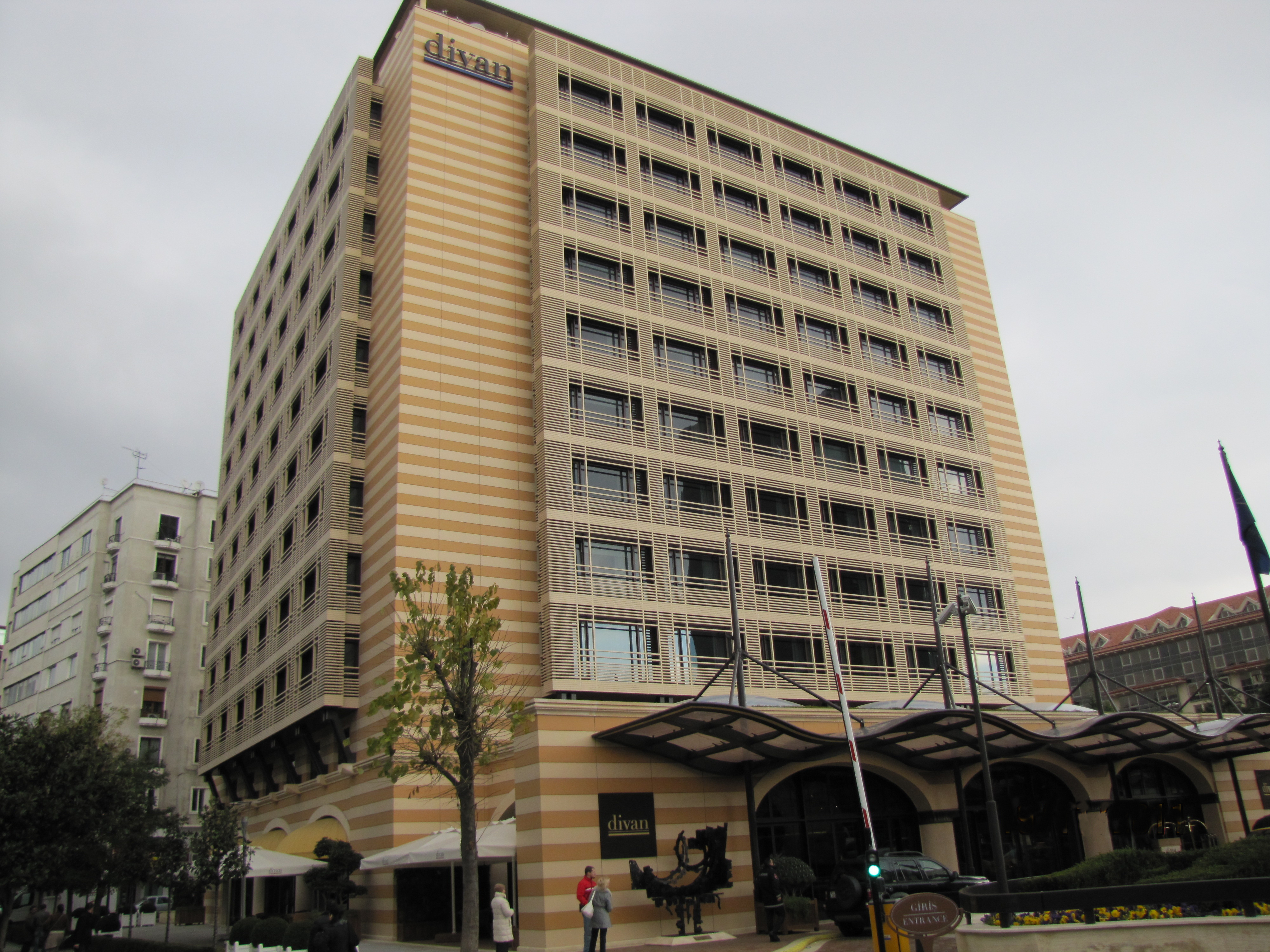
هتل دیوان